# Radamaea latifolia
Radamaea latifolia är en snyltrotsväxtart som beskrevs av Bonati. Radamaea latifolia ingår i släktet Radamaea och familjen snyltrotsväxter. Inga underarter finns listade i Catalogue of Life.